# Muganayakanakote Amanikere, Gubbi
Muganayakanakote Amanikere là một làng thuộc tehsil Gubbi, huyện Tumkur, bang Karnataka, Ấn Độ.